# Soosiulus falcifer
Soosiulus falcifer är en insektsart som beskrevs av Young 1977. Soosiulus falcifer ingår i släktet Soosiulus och familjen dvärgstritar. Inga underarter finns listade i Catalogue of Life.